# 김민채 (1993년)
김민채(1993년 3월 3일 ~)은 대한민국의 배우이다.

## 드라마
- 2021년 웹드라마 연애 플레이리스트 - 소개팅녀 역
- 2021년 웹드라마 이런 꽃 같은 엔딩 - 천지 역
- 2021년 JTBC 알고있지만, - 친구 역

## 영화
- 2024년 날개 - 수진 역
- 2023년 차박- 살인과 낭만의 밤 - 미유 역
- 2017년 메모리 - 가희 역
- 2015년 내꺼하자 - 승은 역